# Деревенская тюрьма

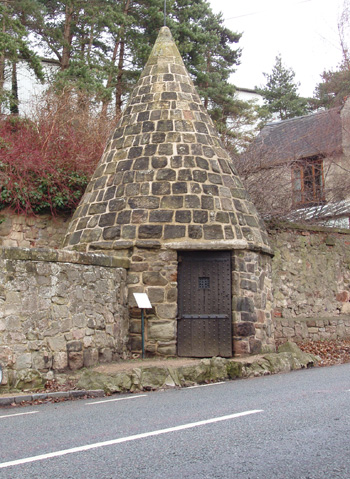
Типичная деревенская тюрьма в графстве Лестершир.

Деревенская тюрьма (англ. Village lock-up) — тип исторической постройки, характерный для Англии и Уэльса. Как правило представляет собой очень маленькое (площадью менее десяти квадратных метров) одноэтажное каменное здание без окон, внутри которого располагалась одна тюремная камера (реже — две камеры). Благодаря своей исключительной прочности, многие здания деревенских тюрем сохранились до наших дней.

## История и описание

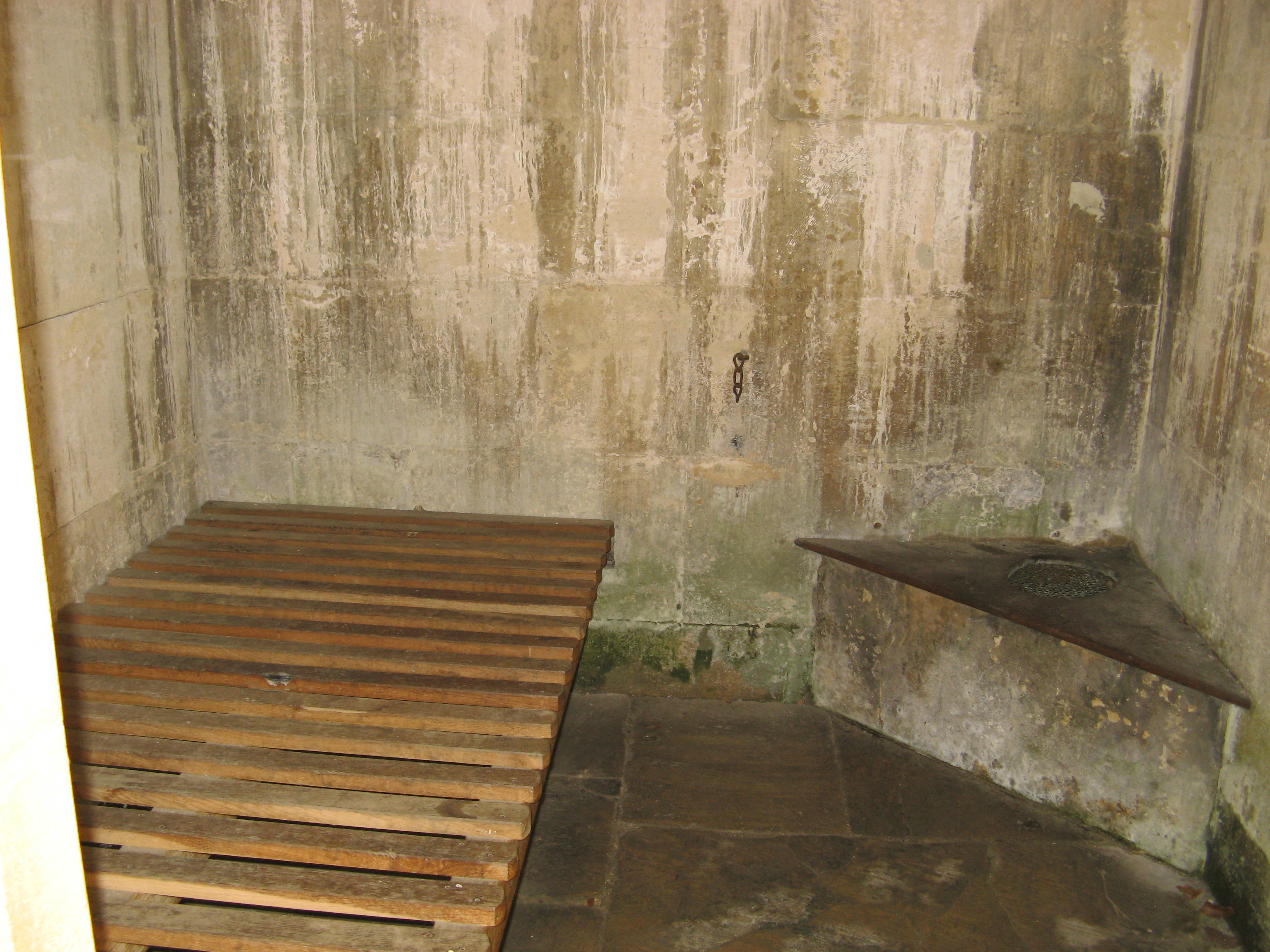
Сохранившийся интерьер деревенской тюрьмы в графстве Уилтшир

Деревенские тюрьмы были широко распространены в XVIII — первой половине XIX века, до того, как в соответствии с законом о местной полиции от 1839 года по всей Англии не были построены сельские полицейские участки. До этого лиц, задержанных в мелких населённых пунктах за мелкие проступки: бродяжничество, появление на улицах в ночное время (что на территории большей части страны было запрещено), хулиганство в пьяном виде и так далее, сперва помещали в деревенскую тюрьму. На утро некоторых задержанных отпускали, а тех, кто обвинялся в более значительных преступлениях перевозили в более крупный населённый пункт, где имелась полноценная тюрьма. Что касается проступков средней тяжести, то в некоторых случаях мировой суд (суд местного уровня) мог приговорить задержанных к нескольким суткам ареста в той же деревенской тюрьме, куда их поместили первоначально. Так, например, на острове Сарк максимальный срок ареста в деревенской тюрьме по приговору местного суда составлял двое суток. Иногда заключенные за проступки средней тяжести могли быть подвергнуты дополнительным наказаниям, и для этой цели рядом со зданием деревенской тюрьмы могли находится колодки, позорный столб и так называемый позорный стул для макания в ближайший водоём (наказание, чаще применявшееся к женщинам).
После 1839 году деревенские тюрьмы постепенно перестали использоваться, но существовали и исключения. Так, на острове Сарк, который представляет собой изолированное феодальное владение (сеньорию Сарка), деревенская тюрьма с двумя камерами номинально продолжает оставаться действующей до сих пор (хотя, на практике, в основном пустует и используется, как аттракцион для туристов). По этой причине тюрьму Сарка нередко называют самой маленькой тюрьмой в Великобритании, однако в исторической ретроспективе это неверно, так как по своим размерам тюрьма острова, содержащая целых две камеры с коридорчиком между ними, превосходит большинство других деревенских тюрем, ныне уже не используемых.
Большинство сохранившихся деревенских тюрем выстроены из камня. Тюрьмы с одной камерой чаще всего круглые, увенчанные куполом. Тюрьмы с двумя камерами нередко прямоугольные. В качестве материала для деревенских тюрем могли также использоваться дерево и кирпич, однако такие постройки считались менее надёжными, а деревянные к тому же хуже сохранились.

## Некоторые сохранившиеся деревенские тюрьмы

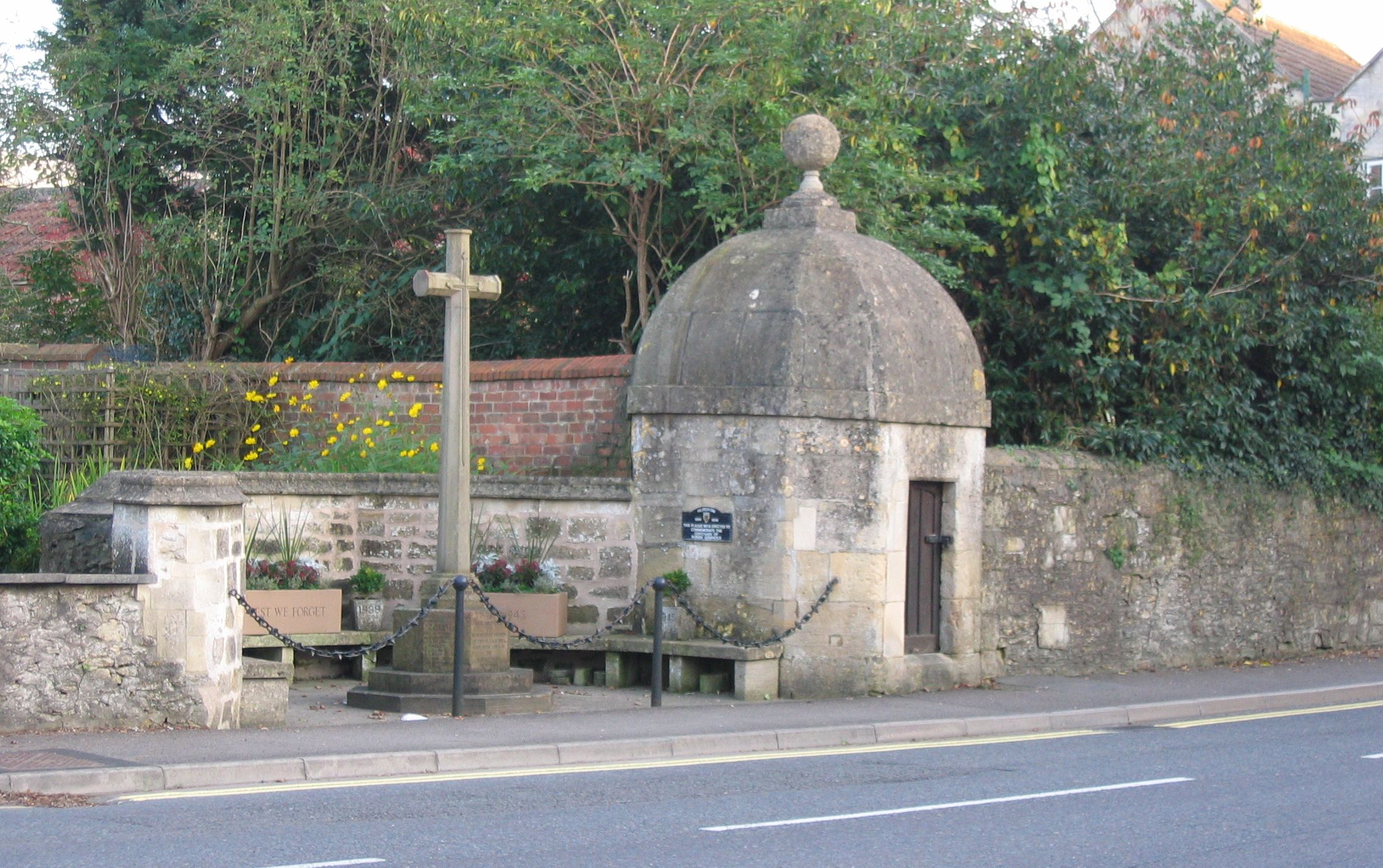
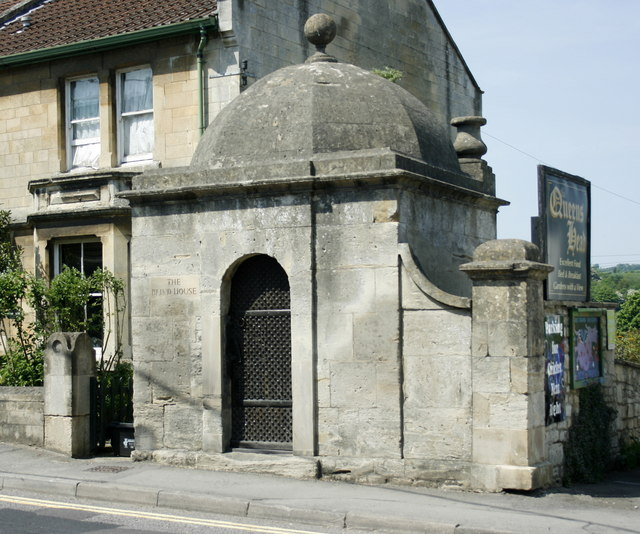
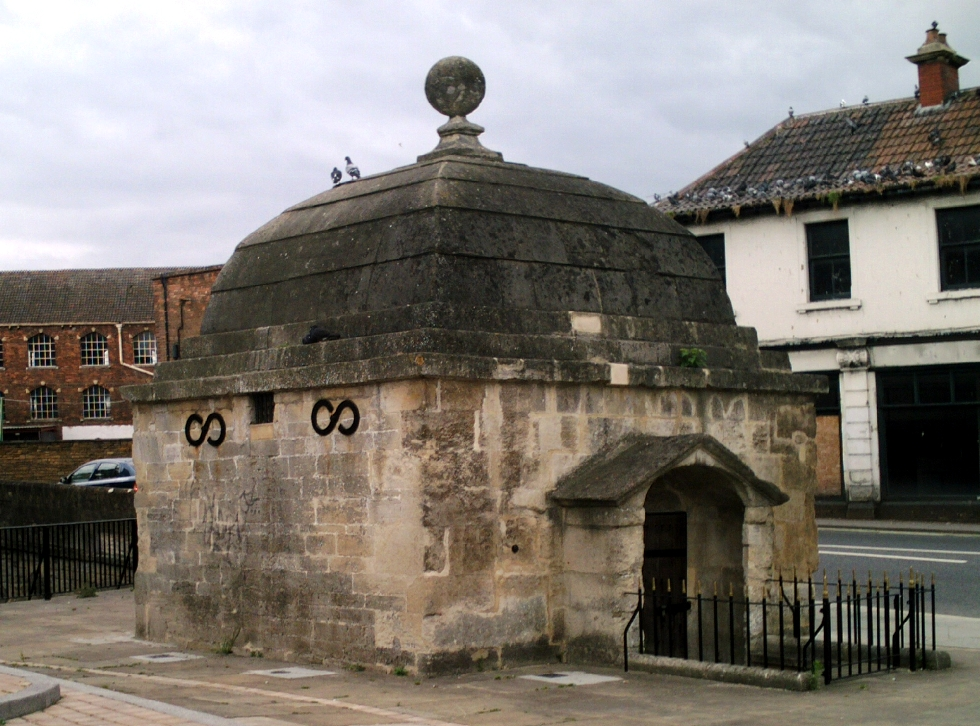
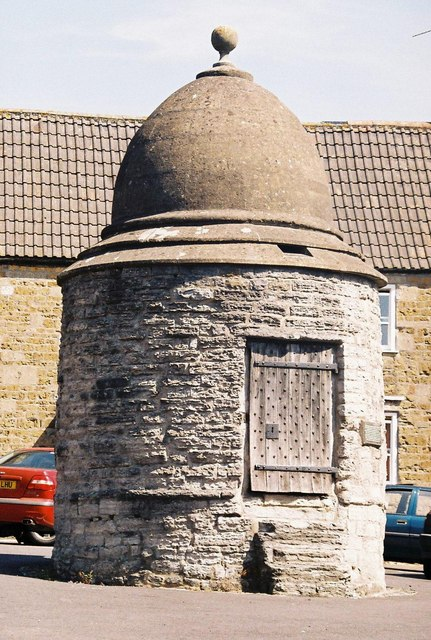
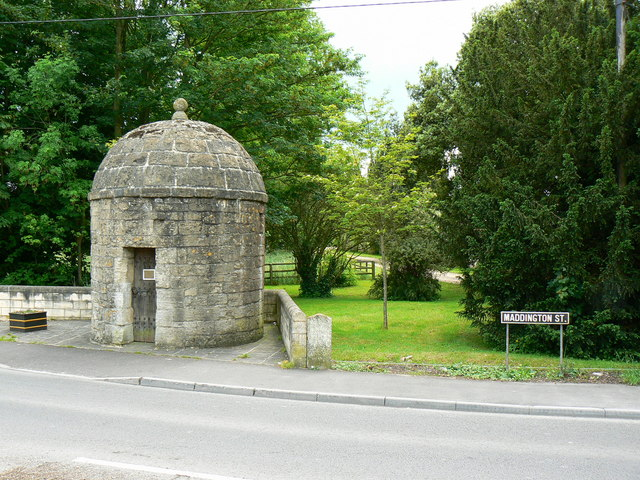
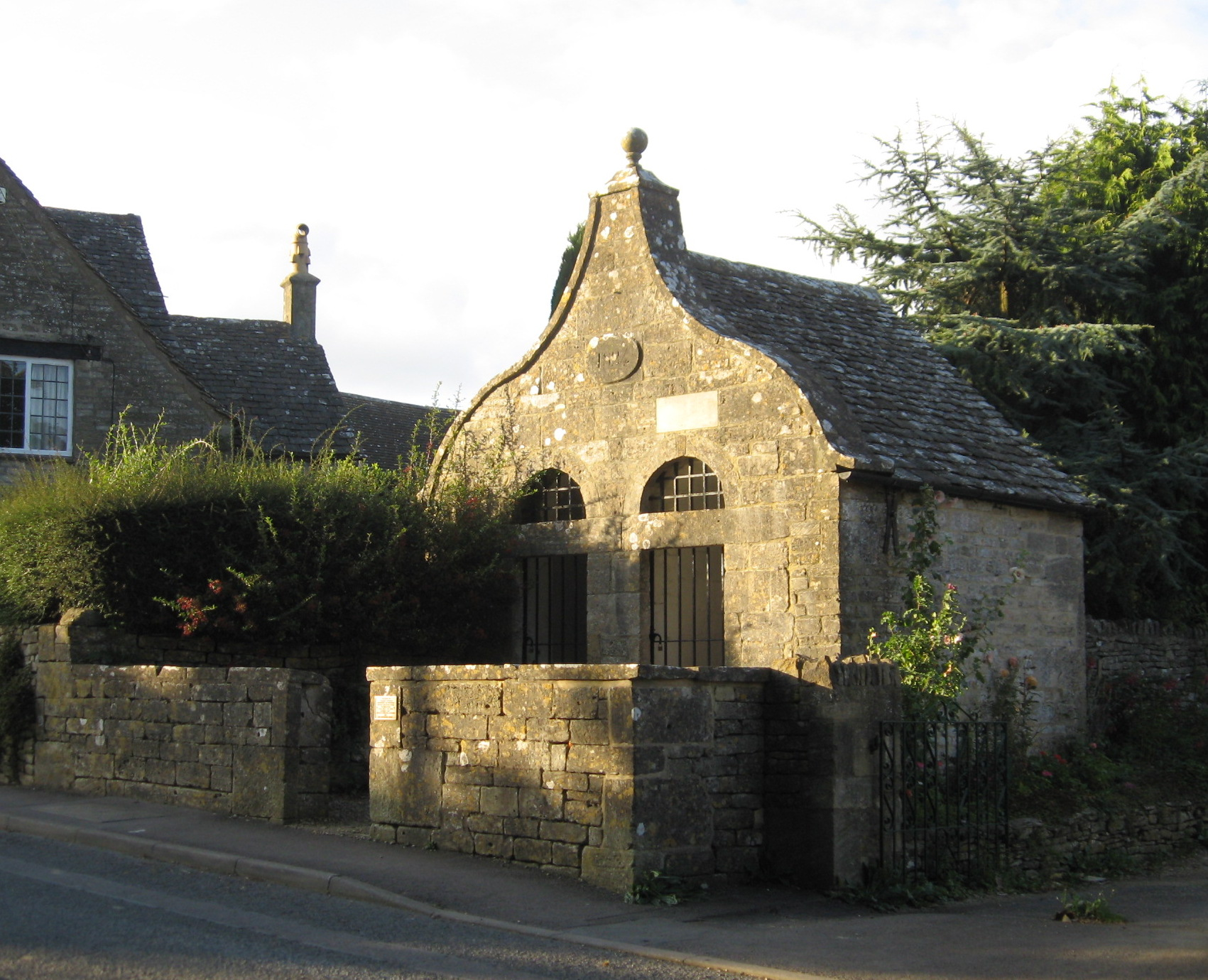
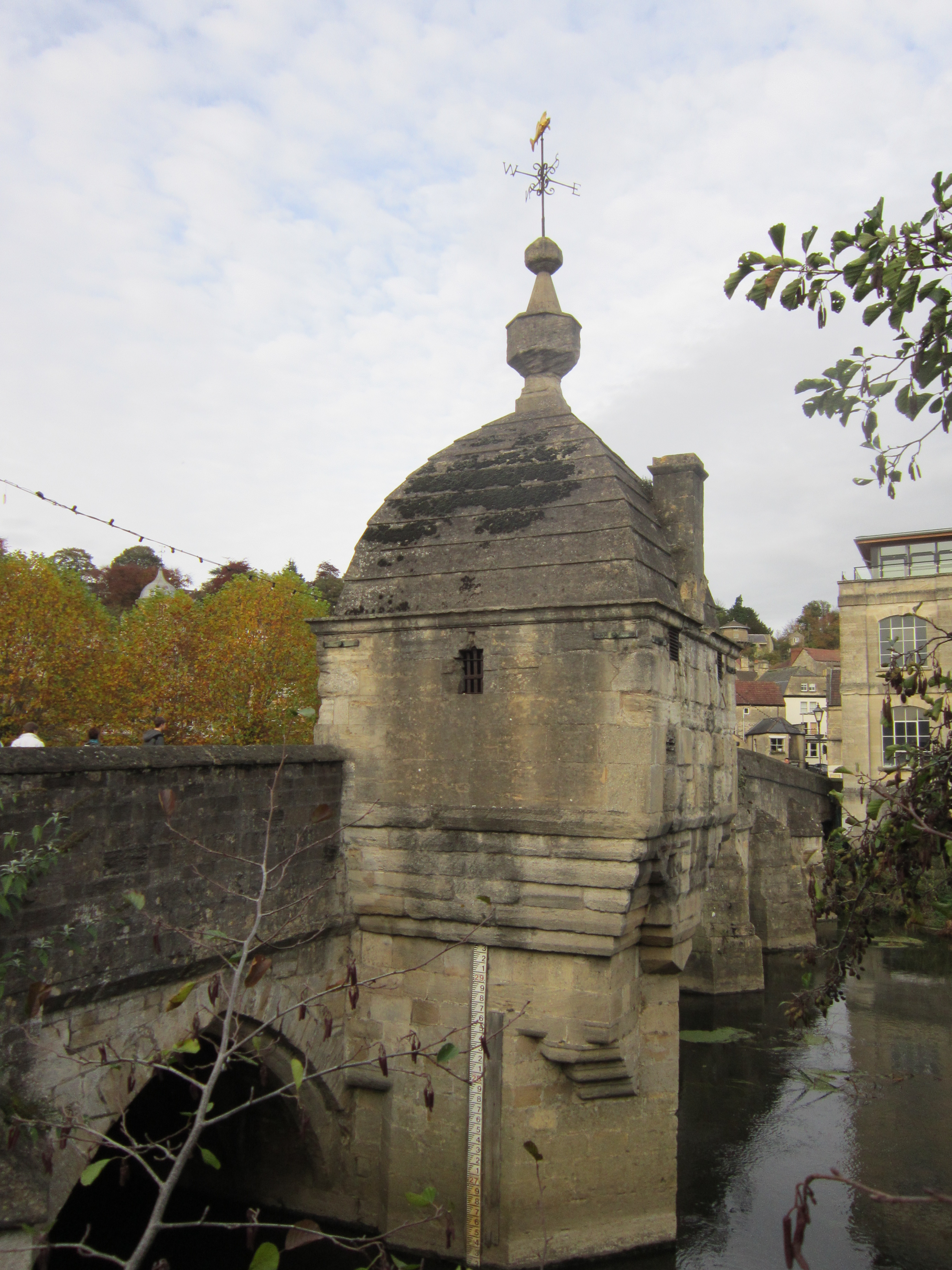
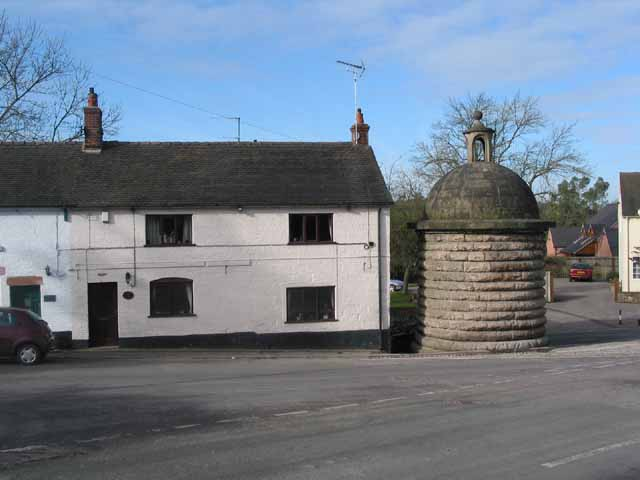
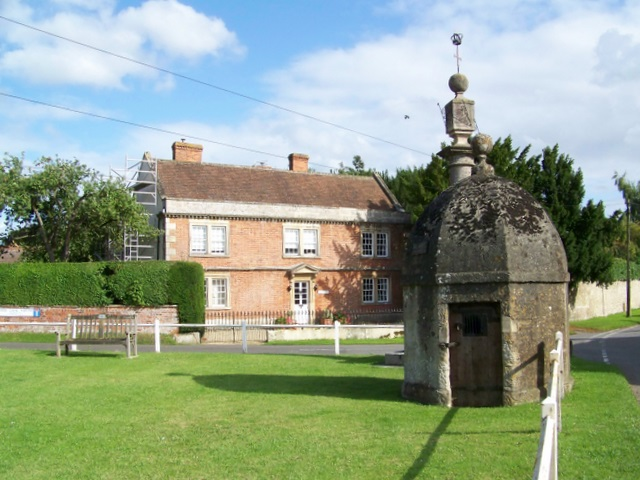
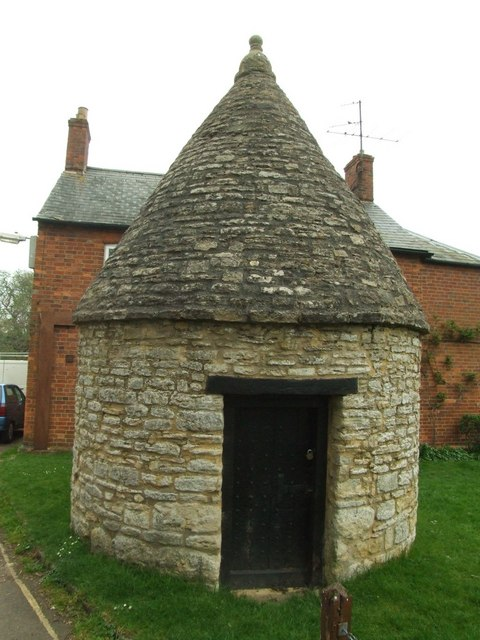
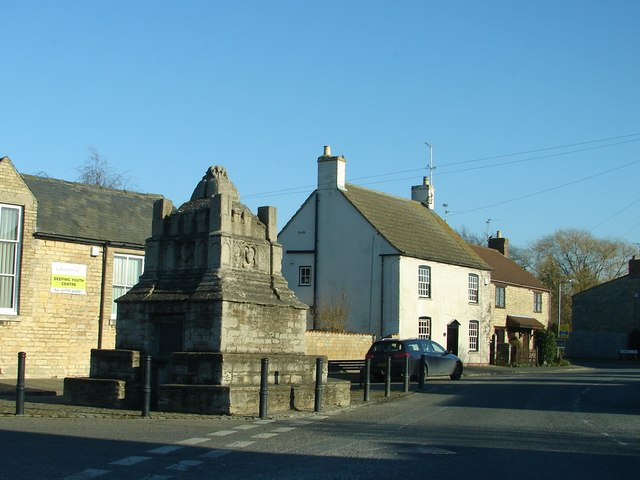
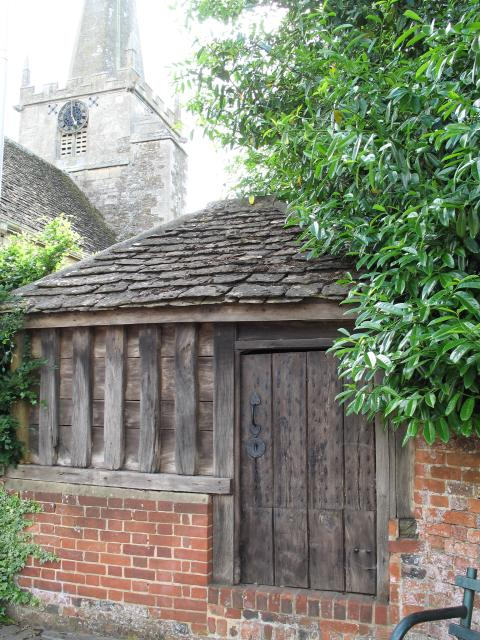